# 美索巴莫
美索巴莫（商品名：等），分子式C11H15NO5，是一种用于短期肌肉骨骼系统疼痛的药物。